# Saint-Germain-des-Fossés
Saint-Germain-des-Fossés è un comune francese di 3 722 abitanti situato nel dipartimento dell'Allier della regione dell'Alvernia-Rodano-Alpi.

## Società

### Evoluzione demografica
Abitanti censiti

## Gemellaggio
Mazzano, dal 2002.